# Nina Gunke
Nina Gunke (født 12. juli 1955 i Lidingö) er en svensk skuespillerinde, der har optrådt i mere end 40 film og tv-serier. Hun vandt i 1993 en pris for bedste skuespillerinde i spillefilmen Den store badedag (1991) ved Festival du Film de Paris.

## Privatliv
Nina Gunke var gift med skuespilleren Göran Stangertz fra 1980 til 1984. Sammen fik de datteren Niki Gunke Stangertz (født 1980). Gunke har også en datter fra et tidligere forhold.

## Udvalgt filmografi
- Knald eller fald (1975)
- Hallo baby (1976)
- Molly (1977)
- Strandvaskeren (tv-serie, 1978)
- Hedebyborna (tv-serie, 1978-1982)
- Manden fra Mallorca (1984)
- Smuglerkongen (1985)
- Varuhuset (tv-serie, 1988)
- Den store badedag (1991)
- Lakki (1992)
- Grænsen (kortfilm, 1995)
- Underholdningschefen (kortfilm, 1995)
- Lærerinden (1995)
- Hemmeligheder (kortfilm, 1997)
- Julemanden (1999)
- En forelskelse (2001)
- Nedtælling (2001)
- Flamingo (kortfilm, 2003)
- Livet i Fagervik (tv-serie, 2008)
- Som dag og nat (2009)
- Fjällbacka-mordene - Lysets dronning (2013)
- Maria Wern (tv-serie, 2013)
- Medicinen (2014)
- Blå øjne (tv-serie, 2015)
- Juicebaren (tv-serie, 2016)
- Inden vi dør (tv-serie, 2017-2019)
- Ring til mor! (2019)